# Samuel Bellamy
Samuel Bellamy (oder Ballamy; genannt Black Bellamy, Black Sam oder Piratenprinz; getauft am 18. März 1689 in Hittisleigh, Devonshire; † 26. April 1717 vor Cape Cod, Massachusetts, beim Untergang seines Schiffes) war ein englischer Seefahrer und Pirat in den Kolonien der Neuen Welt.
Bellamy war einer der erfolgreichsten Karibikpiraten. Sein Markenzeichen waren weder besondere Brutalität noch ein grotesker Auftritt, sondern er bestach durch seemännische Professionalität. Er war einer der Flibustier oder Bukaniere genannten vogelfreien Piraten, und kein Freibeuter wie z. B. Francis Drake oder Robert Surcouf, die mit Kaperbriefen der Krone enterten und dieser einen Teil der Beute schuldeten. Er sah sich als neuen Robin Hood.

## Leben
Berichte zu seinem Leben geben als Grund für seine Piraterie an, er sei in Maria Hallett aus Eastham verliebt gewesen, deren Eltern ihn jedoch wegen seiner geringen Einkünfte als Seemann nicht in der Familie sehen mochten.
Sam Bellamy, jüngstes Kind von Stephen und Elizabeth Bellamy, wuchs ohne seine Mutter auf, die am 23. Februar 1689 kurz nach seiner Geburt starb, und fuhr schon früh zur See. Während des Spanischen Erbfolgekrieges diente er in der englischen Marine. Mit dem Ende des Krieges wurde Bellamy arbeitslos und wanderte im Jahr 1715 nach Cape Cod zu Verwandten aus. Bellamy überzeugte einen reichen Patron, den Juwelier Paulsgrave Williams, ein Schiff und eine Mannschaft zu finanzieren, um in den Süden zu segeln und vor der Küste Floridas nach versunkenen spanischen Schätzen zu suchen. Da er hierbei keinen Erfolg hatte, sah er sich nach anderen Möglichkeiten um, schnellen Reichtum zu erlangen.
Im Jahr 1716 gehörte er wie der spätere Blackbeard der Mannschaft des Piratenkapitäns Benjamin Hornigold an. In dessen Flotte wurde er zum Kapitän gewählt und kam so zu einem eigenen Schiff, der Mary Anne. Mehr als 50 Schiffe soll er in nur einem Jahr erbeutet und ausgeraubt haben. Anfang 1717 sichtete seine Flotte das britische Sklavenschiff Whydah (benannt nach dem Hafen Ouidah im heutigen Benin), einen Dreimaster. Da sie nach Norden fuhr, wusste Bellamy, dass sie Reichtümer an Bord hatte. Tatsächlich hatte sie ihre Waren, vor allem Sklaven und Elfenbein, bereits verkauft und trug £20.000 (umgerechnet £380.000 heute) in Gold und Silber. Der Kapitän der Whydah, Lawrence Prince, überließ das Schiff den Piraten nach dreitägiger Verfolgungsjagd kampflos. Bellamy baute es durch die erbeuteten Mittel zu seinem Flaggschiff aus. Kurz darauf soll er mit 150 Mann Besatzung die Tanner, eine jamaikanische Handelsfregatte gekapert und enorme Mengen an Zucker und Indigo sowie französisches Silbergeld im Wert von 5.000 Livres erbeutet haben.
Nun hatte er genug finanzielle Mittel, um seine Braut zu ehelichen. Doch in der Nacht vom 26. zum 27. April 1717 geriet die Whydah nur 150 Meter von der Küste Cape Cods und 250 Meter von Marias Haus entfernt in einen fast hurrikanstarken Orkan, lief auf eine Sandbank und sank. Sam Bellamy ertrank, nur zwei Männer konnten sich retten.